# 668.
◄ | 6. stoljeće | 7. stoljeće | 8. stoljeće | ►
◄ | 630-ih | 640-ih | 650-ih | 660-ih | 670-ih | 680-ih | 690-ih | ►
◄◄ | ◄ | 665. | 666. | 667. | 668. | 669. | 670. | 671. | ► | ►►
Astronomija • Književnost • Kršćanstvo • Pravo • Promet

## Smrti
- 15. rujna – Konstans II., bizantski car (* 630.)

## Vanjske poveznice
|  | Zajednički poslužitelj ima još gradiva o temi 668. |